# 땅비싸리
땅비싸리는 콩과에 속하는 갈잎 떨기나무이다. 아시아 온대 지방인 중국·일본·한국 원산이다. 논싸리, 젓밤나무, 완도당비사리, 큰땅비싸리, 땅비수리라고도 부르며, 풀같이 보인다.

## 생태
전국의 표고 50~700 미터 되는 곳에서 자란다. 숲 가장자리, 길가 등에 군집을 이루고 직사광선이 내리 쪼이는 볕이 좋은 곳에서도 잘 자란다. 토질은 가리지 않으나 옮겨심기를 싫어한다. 키는 1미터 정도이다. 뿌리에서 여러 대의 줄기가 뭉쳐난다. 잔가지는 녹갈색이며 나무껍질은 회갈색이다. 윗부분은 겨울에 말라 죽고 밑부분에 곁눈이 달린다. 잎은 어긋나고 깃꼴겹잎인데, 작은 잎은 7~11개이며 둥글거나 긴둥근꼴이다. 길이 1~4 센티미터, 너비 1,5~2 센티미터쯤 되며 뒷면에 털이 있다. 가장자리는 밋밋하고 끝이 뾰족하고, 잎밑은 둥그스름하다. 꽃은 5월부터 6월말까지 피며 길이 2센티미터 정도이고 붉은빛을 많이 띤 자주색 또는 보라색이다. 잎겨드랑이에서 나며 길이 12센티미쯤 되는 총상꽃차례에 달린다. 꽃받침은 바소꼴로 길이 3밀리미터 가량이고 털이 조금 난다. 열매는 길이 3.5~5.5센티미터인 원기둥 모양의 협과로 10월에 익는다. 열매가 익으면 세로로 쪼개지면서 씨가 튀어 나간다. 씨는 길둥글며 검자주색이고 꼬투리 하나에 6~10개씩 들어 있다.
잎 뒤에 털이 나지 않는 것을 민땅비싸리(Indigofera coreana)라고 한다.

## 사진

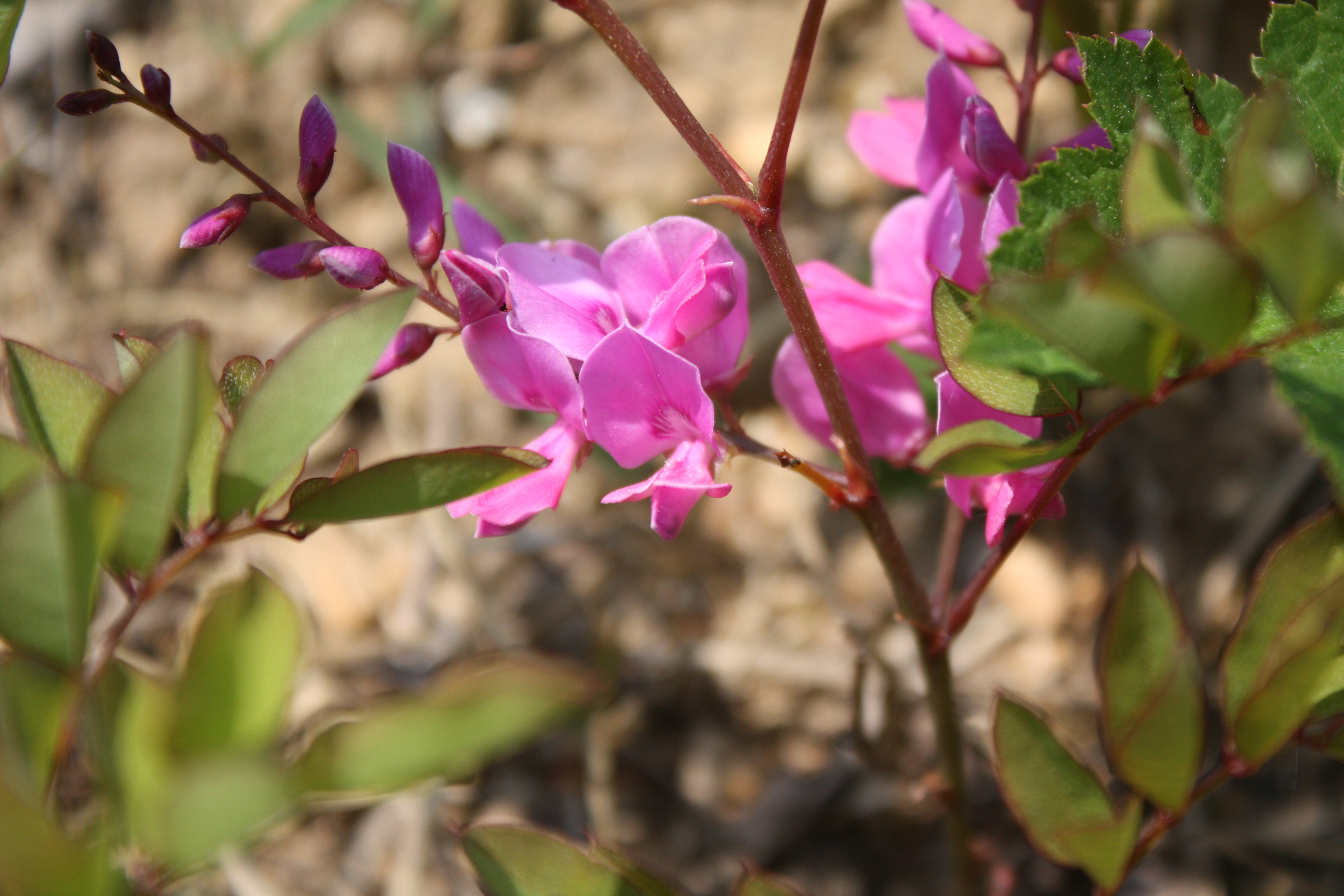
꽃
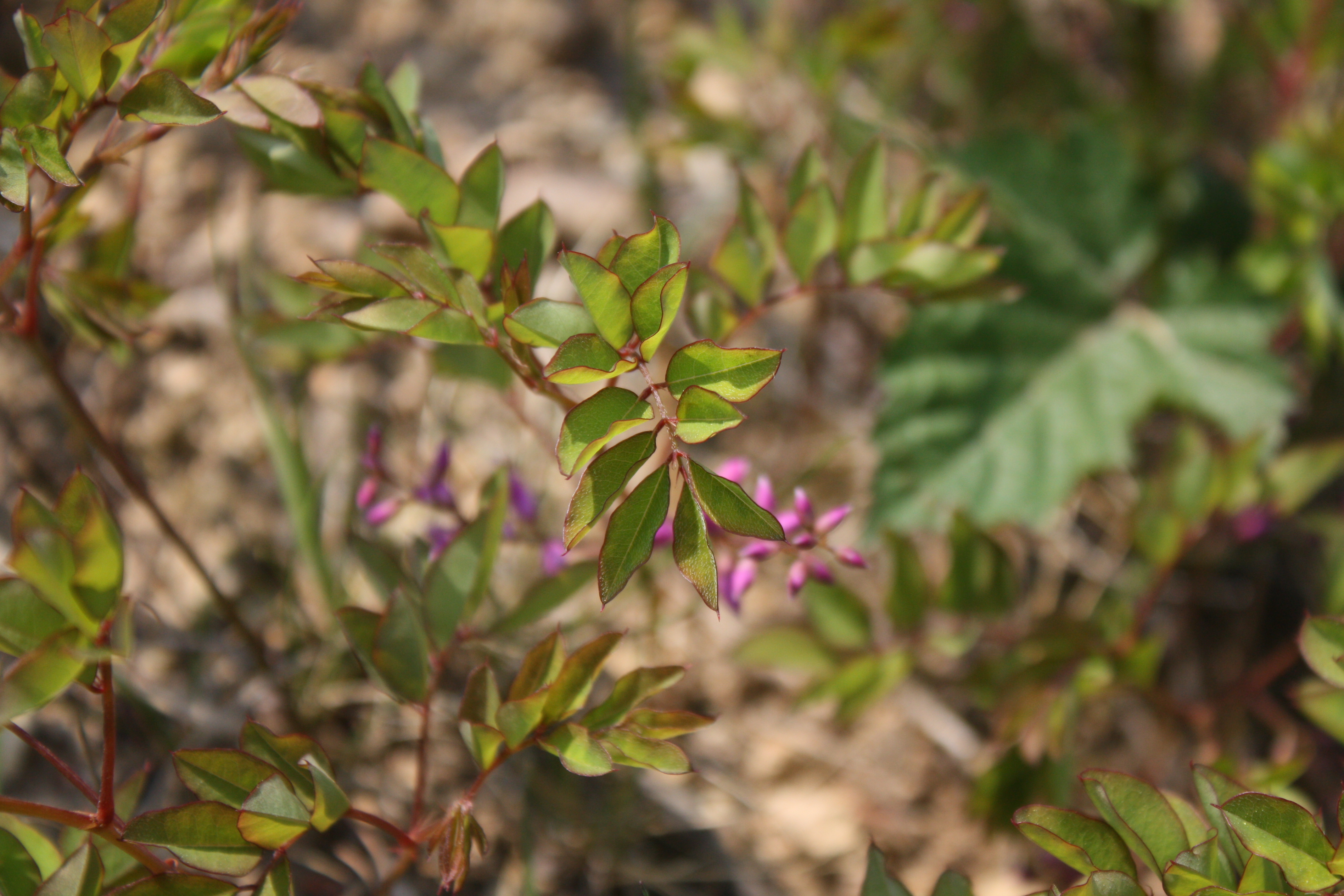
잎
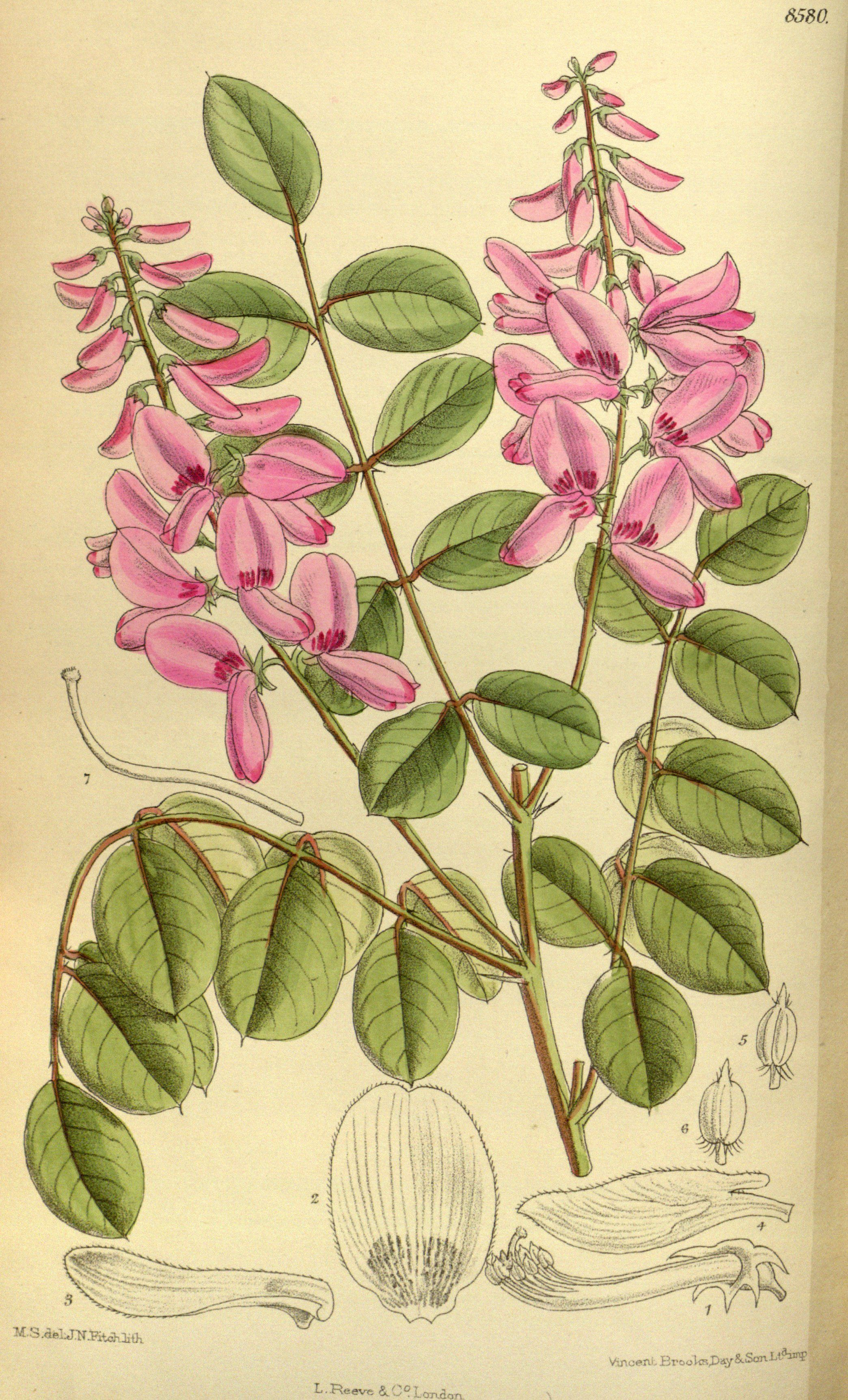
그림